# Abraxas notata
Abraxas notata là một loài bướm đêm thuộc họ Geometridae. Nó được Warren miêu tả năm 1894. Nó được tìm thấy ở Nilgiri Hills ở Ấn Độ.